# ルキウス・マンリウス・アキディヌス
ルキウス・マンリウス・アキディヌス（Lucius Manlius Acidinus, 紀元前2世紀）は、共和政ローマ期の元老院議員。紀元前168年にクァエストルに当選する。幼少の頃聡明な人物と伝えられたアキディヌス家出身の人物の一人で、同時代に同名のものが二人いた。彼の父はマルクス・マンリウス、もう一人のルキウスは同名のルキウス・マンリウスを父としていた。もう一人の方のルキウスは同様にクァエストルを務め、ルキウス・マンリウス・アキディヌス・フルウィアヌスの息子である。生没年は不詳である。